# Académie sportive Moulins Football
Actualités
L'Académie sportive Moulins Football est un club de football français domicilié à Moulins évoluant jusqu'en 2016 en CFA sous le nom d'Association sportive Moulins Football 03 Auvergne. L'ancien club a déposé le bilan le 2 juin 2016.
Le 14 juin 2016, le club renaît sous le nom de l'Académie sportive Moulins Football, évoluant en Régional 2 mais est promu en Régional 1 dès le printemps 2017. 
Le 2 juin 2018, le club est champion du championnat régional 1 Auvergne-Rhône-Alpes.
Après deux montées en deux ans, elle évolue lors de la saison 2017-2018 en National 3. À l’issue de cette saison, le club est relégué et évolue dès lors en régional 1 Auvergne-Rhône-Alpes.

## Histoire du club

### 1927-1945: Début de l'Association Sportive Moulinoise
Alors que le club jouait sous le nom du Football Club Moulinois depuis 1909, le 31 octobre 1927, il est fondé et renommé  Association Sportive Moulinoise, nouveau club ayant pour but la pratique du football, de l'athlétisme et de la préparation militaire. En 1933, l'équipe est sous la direction de Maurice Lavigne. Le club évolue dans les championnats de la Ligue d’Auvergne (Division d’Honneur), l'ASM connaît son premier titre de champions d’Auvergne en 1930 et connaît sa première participation en Coupe de France de football. Jusqu'à la fin de la Seconde Guerre mondiale, le club remporte à nouveau trois titres de champion d'Auvergne et de brillants parcours en Coupe de France, notamment en 1934 où ils sont battus en 16e de finale par une équipe professionnelle. La même année, les premières équipes juniors et cadets sont créées.

### 1945-1970
Dès la fin de la guerre, la direction sportive est confiée à Jules Carly, ex-professionnel lillois. Jules entraîne le club pendant huit saisons avec des résultats très satisfaisants en championnat de division d'honneur Auvergne et des résultats en Coupe de France plus mitigés. Durant cette période, des matchs de gala contre des clubs professionnels sont organisés à Moulins au stade municipal qui accueille désormais les asémistes avec notamment une rencontre mémorable contre l'AS Saint-Étienne devant plus de 2 000 spectateurs. Après un passage à l'étage inférieur (1956-1957), l'ASM reprend sa place en division d'honneur Auvergne. Au terme de la saison 1959-1960, l'ASM est entraînée par Pierre Angel (ex-professionnel de Reims, Nice ou Marseille), Moulins accède au championnat de France amateurs, à la fin de la saison le club est relégué et descend en DH jusqu'en 1967 et signe notamment des performances en Coupe de France contre Dijon FCO ou contre Grenoble Foot 38. Lors de la saison 1967-1968, le club est champion d'Auvergne et retrouve le championnat de France amateurs l'année suivante, lors de la dernière journée le club se maintient.

### 1970-1980
Au début des années 1970, la non-accession à la 2e division nouvellement créée (l’ASM est désigné 1er remplaçant à la fin de saison 1969-1970) est ressentie comme une injustice et laisse des traces jusqu'à la descente du club en DH pour un seul point au terme de la saison 1972-1973. Durant ces années-là, les équipes de jeunes commencent à se distinguer avec plusieurs titres de champions d'Allier en cadets et minimes. Le club reste quelques années dans le plus haut niveau régional avant de remonter au niveau du championnat de France amateurs en 1978.

### 1980-2000
La période est notamment marquée en 1985 par le retour à Moulins — après plusieurs saisons en professionnel à la Berrichonne Châteauroux et l'AJ Auxerre — de Serge Mesonès qui prend en main la première équipe de Moulins avec son ami et complice Jean-Marc Schaer (champion de France et finaliste de la Coupe d'Europe des clubs champions en 1976 avec l'AS Saint-Étienne). En 1986, le club connaît la joie en coupe de France et atteint les seizième de finales en éliminant deux clubs de Division 2 (Sporting Club abbevillois Foot Côte picarde). Serge Mesonès insuffle une nouvelle dynamique de formation des jeunes à l’ASM qui connaît son avènement avec la promotion des cadets nationaux pour deux saisons de 1988 à 1990 et des parcours plus que réussis en Coupe Gambardella. Après le départ de Serge Mesonès pour le FC Bourges en 1990, c'est le début d'une période assez agitée qui voit le club connaître plusieurs présidents et entraîneurs se succéder et l’ASM être reléguée en DH Auvergne en 1994. Après plus de sept ans, le club retrouve la CFA 2 en 2001. 

### 2000-2010
Lors de la saison 2001-2002, le club joue en CFA 2 avec de grands noms dans l'effectif Christophe Chartier, Pedro Kamata, Richard Massolin et Alexandre Moreno.
Lors de la saison 2002-2003, Moulins finit à la seconde place de son groupe de CFA 2. Sous la direction sportive d’Alain Larvaron, elle participe ainsi aux barrages et obtient le droit d'accéder en CFA en remportant la compétition face à Marmande, Vitrolles et Jura Sud.
Lors de la saison 2003-2004, le club décroche le maintien dans le Championnat de France amateur et réalise un très bon parcours de Coupe de France sous la direction de Stéphane Mottin avec une élimination en 32e de finale au stade Hector-Rolland devant 4 500 spectateurs face à l’OGC Nice (1 but à 0).
En 2004, Benoît Tihy est nommé à la tête de l'équipe première. Au cours de la saison 2005-2006, le club joue en National et atteint les 16e de finale de Coupe de France contre Dijon FCO (D2), le club termine 17e ex æquo et est relégué en CFA à la différence de buts. Jérémy Perbet termine meilleur buteur de National avec 23 buts. 
L'année suivante, le club joue en CFA mais remonte trois ans plus tard en National. Lors de la saison 2008-2009, l'équipe se hisse à la 2e place de sa poule de CFA et gagne son ticket pour le National à la suite des décisions de la Direction nationale du contrôle de gestion (DNCG). Cette accession vient récompenser le travail réalisé par Pascal Moulin à la tête des seniors mais également des jeunes où le travail de formation reprend tout son sens. Ainsi, les U19 réalisent le meilleur parcours de l'histoire du club en participant aux 16e de finale de la coupe Gambardella. Les Moulinois éliminent Montmorillon puis l'AS Saint-Étienne en 32e de finale aux tirs au but, avant de s'incliner face à Besançon.

### 2010-2016
Depuis 2010, le club évolue en CFA mais au cours de la saison 2012-2013, le club est marqué par les montées historiques des 2 équipes réserves qui accèdent respectivement en CFA et CFA 2. L'équipe fanion, entraînée par Hervé Loubat et un excellent parcours en coupe de France en éliminant Lyon-La Duchère, Yzeure et Marseille Consolat. En 16e de finale, les Moulinois s'inclinent (2 buts à 1) face aux Girondins de Bordeaux devant 3 500 personnes au stade Hector-Rolland.
La saison 2013-2014 a été marquée par l'exploit du club en Coupe de France : en seizièmes de finale, l'AS Moulins bat le Toulouse Football Club par 2 buts à 1, au stade Hector-Rolland, le 22 janvier 2014, même si Moulins était mené au score à la mi-temps et se qualifie pour les 8e de finale pour la première fois de son histoire,. Le tirage au sort a désigné le FC Sète qui, le 12 février 2014, ouvre le score pendant les premières minutes du match. Moulins parvient à inverser la tendance, s'impose 3 buts à 1 et se qualifie pour les quarts de finale de la Coupe de France,. L'équipe a joué contre Angers SCO en quarts de finale le 25 mars au stade Jean-Laville à Gueugnon mais s'incline aux tirs au but (4 à 2),, bien qu'ayant joué en supériorité numérique dès la 34e minute de jeu (expulsion d'un joueur angevin sur coup de tête). La 30e et dernière journée a été décisive pour la montée en National. Le club se déplaçait à Épinal le 24 mai. Le match nul (1-1) malgré deux buts de joueurs moulinois dont un contre son camp a privé l'AS Moulins de sa montée en National au profit d'Épinal. Le club termine à la 2e place avec 82 points, quinze matchs gagnés, sept nuls et huit défaites.
Moulins affronte Yzeure au 6e tour de la Coupe de France et s'impose 4-0 au stade de Bellevue. L'AS Moulins affronte Nîmes Olympique, club évoluant en Ligue 2, au 8e tour, en s'imposant 1-0 au stade Hector-Rolland mais lors des 32es de finale, elle s'incline contre les Chamois niortais, autre club de Ligue 2, par 1 but à 2.
En mai 2016, alors en situation de cessation de paiement, la direction du club propose à son conseil d'administration, dans l'urgence, une fusion avec l'AS Yzeure 03 Auvergne. Les administrateurs du club refusent cette option poussée également par la Ville de Moulins et se prononcent en faveur d'un projet alternatif, porté par les éducateurs du club et basé sur la formation. S'ensuivent deux tristes épisodes qui marqueront la fin sportive de l'AS Moulinoise avec le refus des joueurs de CFA de participer aux deux dernières rencontres de championnat face à Saint Louis Neuweg à domicile puis à Sarre Union.
Alors que les élus moulinois décident malgré tout de participer au financement du club de l'AS Yzeure 03 Auvergne contre la création d'une entité dénommée « Moulins-Yzeure Foot » dédiée à l'équipe fanion, le projet « éducateurs » prend forme,, et se concrétise avec la création de l'Académie Sportive Moulins Football le 14 juin 2016. Courant juillet, l'Académie est autorisée par la Fédération française de football à redémarrer en régionale 2 (ex DHR).

### Depuis 2016: Académie sportive Moulins Football
Le 14 juin 2016, éducateurs, sympathisants, ex-dirigeants de l'ASM fondent l'Académie sportive Moulins Football, fruit du projet alternatif porté par les éducateurs. Axé sur la formation des jeunes, ce nouveau club est composé de la plupart des anciens licenciés de l'ASM. L'équipe fanion repart avec un nouveau groupe, composé principalement des anciens joueurs de l'équipe B de l'ex-ASM et de nouvelles recrues venues des clubs amateurs aux alentours (Vichy, Nevers, Souvigny, etc.) pour être le plus compétitif possible.
L'équipe première évolue en Régionale 2 (7e division, ex-DHR) avec l’ambition première de retrouver une certaine sérénité. L'entraîneur est Michaël Margottat (entraîneur de la réserve moulinoise l'année précédente) et son président est Rodolphe Rideau.
En mai 2017, l'équipe 1 de l'ASM est championne de Régionale 2 (ex DHR) ; lors de la saison 2017-2018 elle évolue en Régional 1 (ex-DH Auvergne), plus haut niveau de la région.
Le 2 juin 2018, le club est champion régional 1 d'Auvergne-Rhône-Alpes. Le club monte en National 3 après avoir réalisé 18 matchs consécutifs sans défaite en championnat.
Lors de la saison 2018-2019, la nouvelle identité de l'académie sportive Moulins football connaît sa première saison en National 3 ; elle joue son premier match contre Limonest et s'offre un nul (2-2) à l'extérieur.
Lors de la saison 2018-2019, Moulins joue le maintien, avec très peu de points, le club se situe en bas de tableau. Après une année en National 3 (CFA 2), les bleus et blanc redescendent au niveau inférieur en régional 1, en terminant avant-derniers du championnat.
Lors de la saison 2019-2020, le club évolue en régional 1. À la moitié du championnat l'académie est 1re de son groupe avec une seule défaite.

## Bilan saison après saison
| Saison    | Division                         | Classement | Points | J  | V  | N  | D  | Coupe de France                              | Sources |
| --------- | -------------------------------- | ---------- | ------ | -- | -- | -- | -- | -------------------------------------------- | ------- |
| 2009-2010 | National                         | 17e/20     | 38     | 38 | 9  | 11 | 18 | 7e tour (SO Cholet 2-3)                      | [ 26 ]  |
| 2010-2011 | CFA                              | 7e/17      | 76     | 32 | 11 | 11 | 10 | ?                                            |         |
| 2011-2012 | CFA groupe B                     | 9e/18      | 75     | 32 | 11 | 10 | 11 | 7e tour (Évry FC 1-2)                        | [ 27 ]  |
| 2012-2013 | CFA groupe B                     | 5e/18      | 88     | 34 | 14 | 12 | 8  | 16es de finale (Girondins de Bordeaux 1-2)   | [ 28 ]  |
| 2013-2014 | CFA groupe B                     | 2e/16      | 82     | 30 | 15 | 7  | 8  | 1/4 de finale (Angers SCO 0-0 a.p, 2-4 tab)  | [ 14 ]  |
| 2014-2015 | CFA groupe B                     | 5e/16      | 74     | 30 | 13 | 5  | 12 | 8e tour par (US Lusitanos Saint-Maur)        | [ 29 ]  |
| 2015-2016 | CFA groupe B                     | 12e/16     | 64     | 30 | 9  | 9  | 12 | 32es de finale (Chamois niortais 1-2)        |         |
| 2016-2017 | R2 - groupe B                    | 1er/13     | 80     | 24 | 18 | 4  | 2  | 6e tour (Le Cendre FA 1-3)                   |         |
| 2017-2018 | R1 - groupe A                    | 1er/14     | 55     | 26 | 16 | 7  | 3  | 4e tour (GS Dervaux Chambon-Feugerolles 2-4) |         |
| 2018-2019 | N3 - groupe Auvergne-Rhône-Alpes | 13e/14     | 19     | 26 | 4  | 7  | 15 | 6e tour (US Annecy-le-Vieux 2-3)             |         |
| 2019-2020 | R1 - groupe A                    | 1er/14     | 41     | 18 | 12 | 5  | 1  | 6e tour (US Saint-Flour 0-4)                 |         |
| 2020-2021 | N3 - groupe Auvergne-Rhône-Alpes | 12e/14     | 5      | 6  | 1  | 2  | 3  | 6e tour (US Feurs 1-5)                       |         |
| 2021-2022 | N3 - groupe Auvergne-Rhône-Alpes | 14e/14     | 14     | 26 | 3  | 5  | 18 | 6e tour (Côte-Chaude SP 0-1)                 |         |
| 2022-2023 | R1 - groupe A                    | 4e         | 39     | 22 | 11 | 6  | 5  | 5e tour (US Feurs 1-3)                       |         |
| 2023-2024 | R1 - groupe B                    | En cours   |        |    |    |    |    | 4e tour (US Sucs-et-Lignon 1-1, 2-4 tab)     |         |

## Joueurs et personnalités du club

### Présidents
- 2016-2023 :  Rodolphe Rideau

### Entraîneurs
Association Sportive Moulinoise
- 1946-1953 :  Jules Carly
- 1959-1960 :  Pierre Angel
- 1972-1975 :  Marcel Lavesvre
- 1975-1979 :  Eugène Proenca
- 1985-1990 :  Serge Mesonès
- 1991-1996 :  Marcel Campagnac
- 2001-2003 :  Alain Larvaron
- 2004-2007 :  Benoît Tihy
- 2007-2012 :  Pascal Moulin
- 2012-2016 :  Hervé Loubat

Académie Sportive Moulins
- 2016-mars 2020 :  Michaël Margottat
- Mars 2020- :  Alexis Raynaud

## Équipes réserves et formation
- 2008-2009 : 32es de finale de la coupe Gambardella
- 2012-2013 : L'équipe B du club parvient à monter en CFA 2
- 2015-2016 : l'équipe des moins de 17 ans joue en nationaux et finit 13e du championnat[30].
- 2016-2017 : l'équipe des moins de 16 ans est championne d'Auvergne et obtient la montée en championnat National[31].